# Paratrachysomus huedepohli
Paratrachysomus huedepohli är en skalbaggsart som beskrevs av Monné och Lúcia Maria de Campos Fragoso 1984. Paratrachysomus huedepohli ingår i släktet Paratrachysomus och familjen långhorningar. Inga underarter finns listade i Catalogue of Life.